# Финтан (Мунну)
Финтан (Мунну; англ. Fintan / Findtan, англ. Munnu / Mundu; умер в 635) — настоятель монастыря в Тамоне, святой (день памяти — 21 октября).
Святой Финтан, известный также как Мунну (или Мунду), сын Тельхана (или Таулхана), был учеником святых Колумбы и Синелла (Seenell). В Шотландии его звали Мунд (лат. Mundus).
Он провёл в Клуан Инише (Cluain Inis), Ирландия, восемнадцать лет, после чего отправился в аббатство на острове Айона, Шотландия.
Вернувшись в Ирландию, святой Финтан основал монастырь Тамон в Уэксфорде и стал его настоятелем. При нём Тамон стал очень известен. Святой Финтан участвовал в Синоде в Маг Лена (Magh Lena) в 630 году, защищая там кельтскую литургическую практику. По преданию, последние годы святой Финтан очень страдал от проказы.